# Карлоу (графство)
Ка́рлоу (англ. Carlow, ірл. Ceatharlach) — графство на півдні Ірландії.

## Адміністративний поділ
Входить до складу провінції Ленстер на території Республіки Ірландії. Столиця і найбільше місто — Карлоу.

## Історичні пам'ятки
У графстві є національна пам'ятка Замок Баллімун.

## Найбільші поселення
- Карлоу (23,030)
- Талоу (3,972)
- Міне-Бег (2,532)
- Нерні (2,039)